# ジェーン・エア (2011年の映画)
『ジェーン・エア』（Jane Eyre）は、2011年のイギリス・アメリカ合衆国の恋愛映画。監督はキャリー・ジョージ・フクナガ、出演はミア・ワシコウスカとマイケル・ファスベンダーなど。シャーロット・ブロンテの同名小説の映画化作品。第84回アカデミー賞において衣裳デザイン賞（マイケル・オコナー）にノミネートされた（受賞はならず）。

## ストーリー
行き倒れになったジェーンをリヴァースが助けるところから物語が始まり、そこから彼女の生い立ちとこれまでの経緯が回想シーンとして挿入される形で描かれる。なお、リヴァースがジェーンの従兄であるとの設定は描かれていない。

## キャスト
ジェーン・エア
演 - ミア・ワシコウスカ、声 - 竹田まどか
孤児として施設で育ち、教師となった女性。
ロチェスターが後見となっているフランス人の少女アデール・ヴァランスの家庭教師として雇われる。
エドワード・フェアファックス・ロチェスター
演 - マイケル・ファスベンダー、声 - 三木眞一郎
ソーンフィールド邸の主。母親がフェアファックスの家の出身。
セント・ジョン・リヴァース
演 - ジェイミー・ベル、声 - 川中子雅人（機内上映版：尾崎英二郎）
行き倒れのジェーンを助けた牧師。ジェーンに求婚する。
フェアファックス夫人
演 - ジュディ・デンチ、声 - 谷育子
ソーンフィールド邸の家政婦頭。ロチェスターとは遠縁に当たる。
リード夫人
演 - サリー・ホーキンス
亡き夫の姪（妹の娘）ジェーンを引き取って育てていたが教育施設に追いやる。
ブランシュ・イングラム
演 - イモージェン・プーツ
ロチェスターとの結婚を噂される良家の令嬢。
レディ・イングラム
演 - ソフィー・ワード
ブランシュの母親。
リチャード・メイソン
演 - ハリー・ロイド
ロチェスターの妻バーサ・アントワネットの兄。
ブロクルハースト氏
演 - サイモン・マクバーニー
教育施設の院長。

## 作品の評価
Rotten Tomatoesによれば、164件の評論のうち、84%にあたる138件が高く評価しており、平均して10点満点中7.33点を得ている。
Metacriticによれば、35件の評論のうち、高評価は30件、賛否混在は5件、低評価はなく、平均して100点満点中76点を得ている。